# إيلات (لبنان)
إيلات قرية متوسطة، تقع في منطقة الجومة عكار شمال لبنان، يمكن الوصول إليها عن طريق حلبا – الجومة – إيلات. وتتميّز بمناخ معتدل صيفاً شتاءً. أغلبية سكان القرية من السنة أو الموارنة.

## الحياة الاقتصادية
في القرية مطحنة قديمة جداً، ومدرسة ابتدائية واحدة. أما أبرز المزروعات فهي اللوز والعنب والزيتون. كما يوجد مزارع دجاج. إلا إن حال القرية يشبه كثيراً حال القرى المجاورة من ناحية مواجهة الصعوبات في قلة المياه، إذ أن معظم ينابيعها جفّت بفضل عوامل الزمن واليد البشرية المفرطة في استعمالها.

## التسمية
يوجد العديد من المعاني لتفسير كلمة {{{إيلات}}}. ففي السريانية “إيلاتا” تعني: الشجر والدوح. أما في العبرية “Ellah” تعني السنديان والملول والغابة والأجمة، و“eli atha” تعني أنّ الإله قد أتى. وتشير بعض الدراسات إن إيلات تعني الإله، في حين يقال أن التسمية آتية من الإله Eel. هذا وقد ورد اسمها أيضاً في التوراة، وهي مدينة قديمة على رأس خليج العقبة.